# Fremdwort
Fremdwörter sind Wörter, die entweder aus altsprachlichen („fremden“) Wortelementen (besonders griechischen und lateinischen) „bei Bedarf neu gebildet“, aus antiken Schriftquellen entlehnt oder im Zuge des Sprachkontakts vor kurzer Zeit aus anderen (lebenden) Sprachen übernommen wurden. Sie sind entsprechend – im Gegensatz zu einem integrierteren Lehnwort – der Zielsprache hinsichtlich Lautstand, Betonung, Flexion, Wortbildung oder Schreibung weniger angepasst.
Fremdwörter der ersten Gruppe sind oft Internationalismen, die in mehreren Sprachen gleichzeitig in nur wenig verschiedener, der jeweiligen Sprache angepassten Form auftreten.
In der modernen Sprachwissenschaft ist die Unterscheidung zwischen „Fremd-“ und „Lehnwörtern“ unüblich, da es viele Zweifelsfälle gibt. Wie auch in vielen anderen Sprachen – vgl. französisch emprunts und englisch loanwords – wird allgemein nur von „Entlehnungen“ bzw. „Lehnwörtern“ gesprochen.
Die Quantitative Linguistik modelliert den Prozess der Übernahme von Fremd- und Lehnwörtern mit Hilfe des Sprachwandelgesetzes (Piotrowski-Gesetzes). Die Entlehnung geschieht, wie sich immer wieder zeigt, im Sinne bestimmter Gesetze (Körner 2004, Ternes 2011). Dasselbe gilt für das Fremdwortspektrum, das eine Übersicht gibt, aus welchen Sprachen wie viele Wörter übernommen wurden.

## Beschreibung von Fremdwörtern im Deutschen und ihre Bedeutung

### Geschichte

#### Lateinische Lehn- und Fremdwörter
Latein verbreitete sich durch Lehnwörter wie Straße, Frucht, Sichel, Koch erstmals im germanischen Sprachbereich, als das römische Reich zwischen dem 1. Jahrhundert v. Chr. und dem 6. Jahrhundert n. Chr. große Teile Europas beherrschte. Die Begriffe drangen vor der zweiten Lautverschiebung in die deutsche Sprache ein, wurden von ihr erfasst und umgeformt (z. B. Ziegel aus tēgula, Pfeffer aus piper).
Auch nach dem Untergang des Römischen Reiches und nach der zweiten Lautverschiebung kamen lateinische Ausdrücke, jetzt schon stärker als Fremdwörter (Latinismen) empfunden, ins Deutsche:
- zur Zeit der Christianisierung (6.–9. Jahrhundert, über Kirche und Klöster)
- durch die Einführung des römischen Rechts im Deutschen Reich (Ende des 15. Jahrhunderts, Akte, Familie, Konferenz, Advokat)
- im Zeitalter des Humanismus (Addition, Professor, Sekunde)
- während der industriellen Revolution (Industrie, Lokomotive, Omnibus)[4]

Seit dem Ende der Antike war Latein die Sprache der Wissenschaft. Griechisch begann erst mit der Renaissance wieder eine Rolle zu spielen.

#### Seit dem Ausgang des Mittelalters
In der Zeit der Entstehung der großen Handelsgesellschaften wurden im deutschsprachigen Raum kaufmännische Ausdrücke aus dem Italienischen eingebürgert (Konto, Saldo). Das Italienische prägte auch Kunst (Torso, Fresko) und Musik (forte, Tempobezeichnungen wie zum Beispiel andante).
Zur Zeit des Barocks und der Aufklärung war in Deutschland Französisch die Sprache der oberen Gesellschaftsschichten. Die Sprachpuristen Philipp von Zesen und Johann Heinrich Campe versuchten, dem zunehmenden Gebrauch von Fremdwörtern durch geschickte Verdeutschungen entgegenzuwirken (z. B. Abstand [Distanz], Anschrift [Adresse], Augenblick [Moment], Beistrich [Komma], Bücherei [Bibliothek], Gesichtskreis [Horizont], Leidenschaft [Passion], Mundart [Dialekt], Rechtschreibung [Orthographie], altertümlich [antik], herkömmlich [konventionell], Erdgeschoss [Parterre], Lehrgang [Kursus], Stelldichein [Rendezvous], tatsächlich [faktisch], Voraussage [Prophezeiung], Wust [Chaos]).
Viele derartige Neuschöpfungen haben sich, nicht zuletzt durch den Nationalismus des 19. Jahrhunderts, in der deutschen Alltagssprache durchsetzen können. Post und Bahn deutschten systematisch Wörter aus ihren Fachbereichen ein (Bahnsteig [Perron]; Umschlag [Kuvert], Einschreiben [recommandé]). Andere Länder sind damit noch weiter gegangen (z. B. die Türkei, in der so viele arabische Begriffe durch neugeschaffene türkische ersetzt wurden, dass die heutigen Türken die Osmanische Sprache nicht mehr vollständig verstehen). Neuere Versuche von Verdeutschungen (Nuance > Abschattung) sind wenig erfolgreich geblieben.
Bis heute ist ein Anteil der deutschen Fremdwörter französischen Ursprungs. Erst mit dem technischen und industriellen Siegeszug der USA, und seit im 20. Jahrhundert das Englische das Französische auch als Sprache der Diplomatie abzulösen begonnen hatte, ist der Strom französischer Ausdrücke ins Deutsche versiegt. Heute überwiegt die Übernahme von Wörtern aus dem Englischen, besonders dem amerikanischen (Meeting [Treffen], Computer [Rechner]).
Von den rund 140.000 Begriffen des heutigen Duden hat etwa jedes vierte Wort fremdsprachliche Wurzeln. Jeweils etwa 3,5 Prozent davon stammen aus dem Englischen und dem Französischen. Jeweils etwa fünf bis sechs Prozent aus dem Lateinischen und Griechischen. Ein fortlaufender Zeitungstext erreicht beispielsweise etwa 8 bis 9 Prozent Fremdwörter; werden nur Substantive, Adjektive und Verben gezählt, steigt der Anteil auf etwa 16 bis 17 Prozent. In Fachtexten mit vielen Termini technici liegt der Anteil meist wesentlich höher.

## Deutsche Wörter in anderen Sprachen
Auch deutsche Wörter werden in andere Sprachen übernommen und sind dort dann Fremdwörter.
- im Bosnischen/Kroatischen/Serbischen (oft von österreichischer Aussprache beeinflusst): auspuh' (Auspuff), tašna [ˈtaʃna] (Tasche); nur im Bosnischen: paradajz (Paradeiser=Tomate), šrafciger [ˈʃraftsɪga] (Schraubenzieher), vinkl (Winkel)
- im Englischen:[7] abseilen, angst, ansatz, blitzkrieg, bratwurst, dachshund, doppelganger, ehrgeiz, fräuleinwunder, gedanken experiment, Gesundheit!, glockenspiel, hinterland, hohlraum, kindergarten, leitmotiv, nazi, poltergeist, putsch, rucksack, sauerkraut, schadenfreude, stillstand, übermensch, wanderlust, weltschmerz, wunderkind, zeitgeist, zwieback, eigen- (als Präfix mehrerer math./phys. Fachtermina, z. B. eigenvalue oder eigenspace)
- im Französischen: bunker, leitmotiv, nouilles (Nudeln), weltanschauung, waldsterben
- im Italienischen: hinterland, kindergarten, leitmotiv, weltanschauung, wurstel
- im Japanischen: アルバイト arubaito („Nebenjob“, „Studentenjob“, von Arbeit), カルテ karute („Krankenkarte“, von Karte), バウムクーヘン baumukūhen (Baumkuchen), ゲレンデ gerende („Skipiste“/„Skigelände“, von Gelände)
- im Niederländischen: ansichtkaart, sowieso, überhaupt
- im Polnischen: bukmacher (Buchmacher) → zakład bukmacherski (Wettbüro), brytfanka (Kasserolle, von Bratpfanne), durszlak (Sieb, von durchschlagen), fajerwerk (Feuerwerk), gwałt (Vergewaltigung, von Gewalt), kształt (Gestalt, Form), kubeł (Kübel) oder westpolnisch: kibel (Klo, von Kübel), szlafmyca (Schlafmütze), sznur (Schnur), szwagier/ka (Schwager/Schwägerin), warsztat (Werkstatt), wihajster (Du weißt schon, von Wie heißt er).
Sprachwissenschaftliche Forschungen ergaben, dass bis zu 2500 Wörter der polnischen Sprache einen Ursprung in deutschen oder mittelhochdeutschen Wörtern haben könnten.[8]
- im Russischen: buterbrod (Butterbrot, hier jedoch allgemein ein belegtes Brot bezeichnend), ajsberg (Eisberg), landschaft, schlagbaum, zejtnot (Zeitnot), galstuk (Halstuch, hier jedoch allgemein Krawatte / Schlips bezeichnend), waltorna (Waldhorn)
- im Spanischen: fuss, platz, sitz (Hundekommandos), kinder (Kindergarten in Lateinamerika, über das Englische ins Spanische gelangt), kuchen (in Chile), leitmotiv, weltanschauung
- im Swahili: shule
- im Tschechischen: švagr [ʃvagr] (Geselle)

## Internationale Suche „Wörterwanderung“
Für eine Ausschreibung mit dem Titel „Wörterwanderung“ sammelten im Sommer 2006 über 1600 Menschen aus 57 Ländern „ausgewanderte Wörter“ mit persönlichen Erlebnissen und Erläuterungen zu Bedeutungsverschiebungen in anderen Sprachen. Der Deutsche Sprachrat hat einige Ergebnisse inzwischen veröffentlicht.
Das deutsche „Hinterland“ steht beispielsweise in England für das Gebiet hinter einem Frachtschiffhafen, in Italien für die dicht besiedelte Gegend um Mailand und in Australien für Gebiete, die in einem größeren Abstand von der Küste liegen, jedoch im Gegensatz zu den riesigen Flächen im Landesinneren („Outback“).
Das dänische „habengut“ für Dinge, die man besitzt und mit sich tragen kann, kam mit deutschen Wandergesellen. Ein Teilnehmer aus der Schweiz berichtete von „schubladisieren“, abgeleitet von „Schublade“, in der französischsprachigen Schweiz im Sinne von zu den Akten legen, auf die lange Bank schieben bzw. nicht behandeln wollen. In der englischen Jugendsprache hat sich das Wort „uber“ – „über“ ohne Umlaut – als Steigerungsform von „super“ oder „mega“ herausgebildet. Das deutsche Wort „Zeitgeist“ wird dort sogar als Adjektiv „zeitgeisty“ verwendet. In Italien, so ein Einsender, hat sich das Wort „Realpolitik“ in der Zeit des Eisernen Vorhangs verbreitet, mit Willy Brandt assoziiert, heute zunehmend als „wahre, sinnvolle, lebensnahe Politik“ verstanden.
Die meisten Zusendungen nannten ins Englische, Russische, Ungarische und Polnische ausgewanderte Wörter. Auch Vietnamesisch, Koreanisch, Chinesisch, Japanisch, Arabisch, Persisch, Hebräisch, Brasilianisch, Spanisch, Finnisch, Estnisch, Afrikaans, Swahili, Wolof und Kirundi kommen vor.
Spitzenreiter ist nach wie vor das französische „vasistas“ für „Oberlicht“ oder „Kippfenster“, abgeleitet vom deutschen „Was ist das?“. An zweiter Stelle steht der „kindergarten“, den es im englischen, französischen, spanischen und japanischen Sprachgebrauch gibt, gefolgt vom russischen „butterbrot“, das ein belegtes Brot, allerdings auch ohne Butter, bezeichnet und dem Wort „kaputt“ im Englischen, Spanischen, Französischen und Russischen.

## Fremdwörter als Überreste einstiger Landessprachen
Wenn ein fremdes Volk einem Gebiet seine Kultur so flächendeckend aufzwingt, dass seine Sprache ganz in ihm zu herrschen beginnt, nehmen die verbleibenden örtlichen Ausdrücke den Charakter von Fremdwörtern an. Beispiele im Amerikanischen sind toboggan (Rutschschlitten) und canoe aus dem Indianischen oder adobe (an der Sonne getrockneter Lehmziegel), lasso, sierra, desperado aus der Zeit der spanischen Kolonisation.